# Джон Мокслі
Джонатан Девід Гуд (англ. Jonathan David Good) — американський професійний реслер. Нині виступає в All Elite Wrestling під ім'ям Джон Мокслі. Був відомий за іменем Дін Емброус під час виступів в компанії WWE.

## WWE
Дебют Мокслі в WWE відбувся 20 січня 2006 року, коли він разом з Бредом Еттітьюдом програли команді MNM. Цей бій був записаний для програми WWE Velocity.

## Щит
Емброус дебютував в основному ростері WWE 18 листопада 2012 на pay-per-view шоу Survivor Series. Він разом з Романом Рейнсом і Сетом Роллінсом втрутилися в матч «потрійна загроза» за титул чемпіона WWE, напавши на Райбека, і як наслідок СМ Панк зміг утримати Джона Сіну і зберегти титул.
Реслери назвали своє угруповання Щит і оголосили, що боротимуться проти «несправедливості» і заперечували, що допомагають СМ Панку, проте періодично нападали на його суперників, таких як Райбек, Міз, Кейн і Денієл Браян. Це призвело до того, що на шоу Tables, Ladders, and Chairs був призначений поєдинок, в якому Щит зустрівся з Райбеком і командою Hell No (Кейн і Брайан). У цьому дебютному для Щита поєдинку вони зуміли здобути перемогу.
Після TLC Щит продовжив допомагати Панку. 7 січня під час поєдинку Панка і Райбека за титул чемпіона WWE вони атакували останнього, що призвело до того, що Панк зберіг за собою чемпіонський титул. На шоу Королівська битва під час матчу Скали проти СМ Панка за титул чемпіона WWE в залі несподівано згасло світло і Скала був атакований невідомими, внаслідок чого Панк зумів його втримати. Незважаючи на те, що нападників ніхто не бачив, в цьому нападі звинуватили Щит, а матч Скали і Панка був початий наново. Наступного дня, під час шоу Raw Щит напали на Джона Сіну, якому на допомогу прийшли Райбек і Шеймус. Пізніше на шоу Містер Макмехон заявив, що у нього є інформація, що Панк і Пол Хейман платять Щиту і Бреду Меддоксу за допомогу. Це призвело до поєдинку 3 на 3 на шоу Elimination Chamber, в якому Щит здобули перемогу. 7 квітня на РеслМанії 29 Щит здобули перемогу в командному бою над Біг Шоу, Ренді Ортоном і Шеймусом . Наступного дня учасники угруповання спробували напасти на Андертейкера, але були зупинені командою Hell No. Це призвело до командного бою між шістьма реслерами, який пройшов 22 квітня на шоу Raw. Через чотири дні, на шоу SmackDown, Емброус вперше в WWE провів сольний виступ, програвши Андертейкеру, здавшись через больовий прийому. Однак відразу ж після закінчення матчу інші учасники Щита напали на Андертейкера, побивши його стільцями і три рази провели прийом powerbomb на коментаторський стіл. 29 квітня на Raw Щит здобули перемогу над командою Hell No і чемпіоном WWE Джоном Сіною, а 3 травня Емброу переміг Кейна в одиночному поєдинку [18].6 травня на шоу Raw Щит здобули перемогу над чемпіоном Сполучених Штатів Кофі Кінгстоном і братами Усо, під час якого Емброус утримав Кінгстона. Через чотири дні він переміг Денієла Браяна в одиночному поєдинку в результаті дискваліфікації суперника, через втручання Кофі. 13 травня Щит вперше поступилися в командному бою, програвши матч на вибування в результаті дискваліфікації проти Сіни і Hell No, так як Рейнс і Роллинс, яких вже вибили з матчу, спробували допомогти Емброус, якому Сіна проводив больовий прийом STF. 19 травня на Extreme Rules здобув перемогу над Кофі Кінгстоном і завоював титул чемпіона Сполучених Штатів — свій перший особистий чемпіонський титул в WWE. Пізніше, цього ж вечора, Роллінс і Рейнс перемогли команду Hell No і завоювали титул командних чемпіонів WWE, таким чином всі три члени угрупування стали чемпіонами.

## В реслінгу
Фінішери
- Headlock Driver
- Arm trap cross-legged STF
- Midnight Special

Музичні теми
- «Special Op» (у складі «Щита»)
- «Retaliation» (з червня 2014)

## Титули та нагороди
Combat Zone Wrestling
- CZW World Heavyweight Championship (2 рази)

Full Impact Pro
- FIP World Heavyweight Championship (1 раз)

Heartland Wrestling Association
- HWA Heavyweight Championship (3 рази)
- HWA Tag Team Championship (5 разів)
- Attack of the Trios (2009)

Insanity Pro Wrestling
- IPW World Heavyweight Championship (2 рази)
- IPW Mid-American Championship (1 раз)

International Wrestling Association
- IWA World Tag Team Championship (1 раз)

Pro Wrestling Illustrated
- PWI ставить його під номером 102 у списку 500 найкращих реслерів 2011 року

westside Xtreme wrestling
- wXw World Tag Team Championship (1 time) — з Семі Келліханом

WWE
- Чемпіон WWE (1 раз)
- Інтерконтинентальний чемпіон WWE (3 рази)
- Чемпіон Сполучених Штатів WWE (1 раз)
- Містер «Зірви банк» (2016)
- Нагорода «Слеммі» (5 разів)

All Elite Wrestling
- Чемпіон Світу AEW (3 рази)

New Japan Pro Wrestling
- Чемпіон Сполучених Штатів IWGP (2 рази)

Game Changer Wrestling
- Чемпіон світу GCW (1 раз)